# Turks i Caicos na Mistrzostwach Świata w Lekkoatletyce 2011
Turks i Caicos na Mistrzostwach Świata w Lekkoatletyce 2011 reprezentowane były przez jednego zawodnika.

## Występy reprezentantów Turks i Caicos

### Mężczyźni

#### Konkurencje biegowe
| Konkurencja   | Zawodnik        | Eliminacje | Eliminacje | Półfinał | Półfinał | Finał    | Finał   |
| Konkurencja   | Zawodnik        | Rezultat   | Pozycja    | Rezultat | Pozycja  | Rezultat | Pozycja |
| ------------- | --------------- | ---------- | ---------- | -------- | -------- | -------- | ------- |
| Bieg na 200 m | Delano Williams | DQ         | DQ         |          |          |          |         |